# Ревінь звичайний
Ревінь звичайний, ревінь чорноморський (Rheum rhaponticum) — вид рослин родини гречкові (Polygonaceae), ендемік Болгарії, який натуралізований у Росії, Норвегії (південь), Німеччині, Словаччині, Білорусі, Литві, Україні, Хорватії, Румунії.

## Опис
Багаторічна рослина 1–1,5 м заввишки. Оцвітина зеленувата. Горішок овальний, на верхівці та при основі з виїмками. Нижні листки округло-яйцеподібні, на краях трохи хвилясті.

## Поширення
Ендемік Болгарії, який натуралізований у Білорусі, Литві, Німеччині, Норвегії (південь), Росії, Румунії, Словаччині, Україні, Хорватії.
В Україні вид зростає на городах — на всій території, розсіяно.

## Галерея

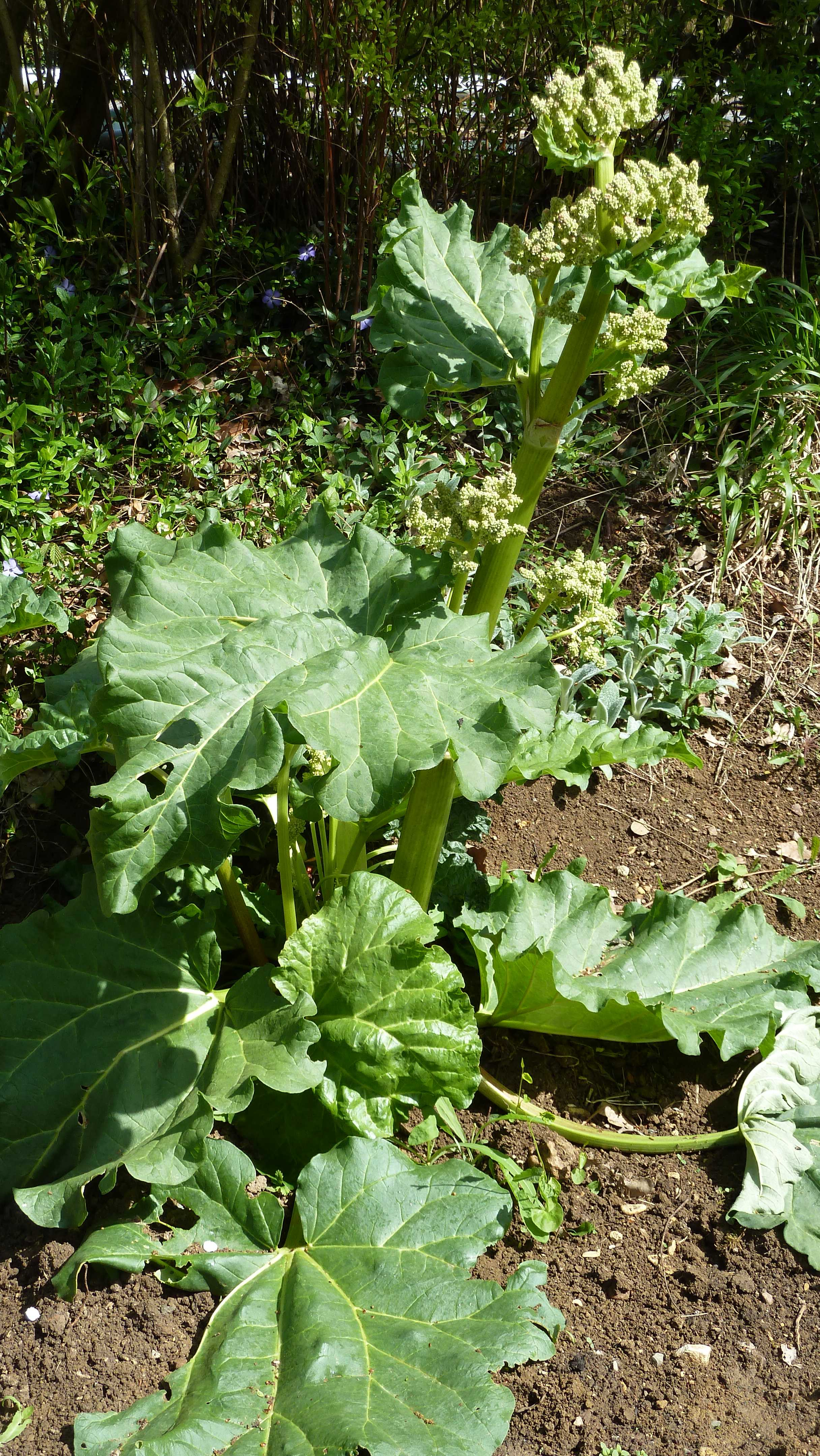
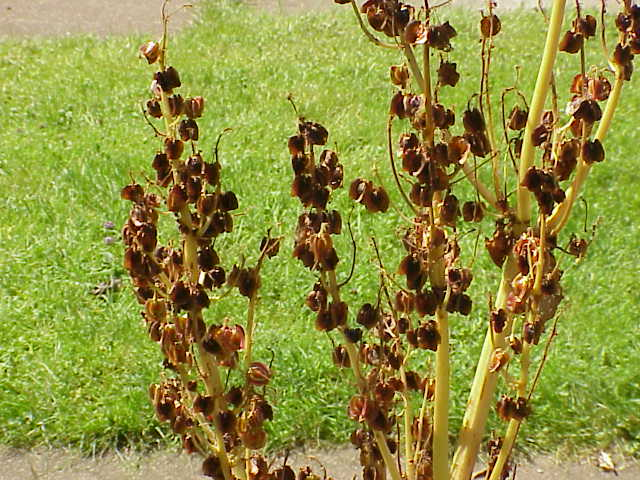
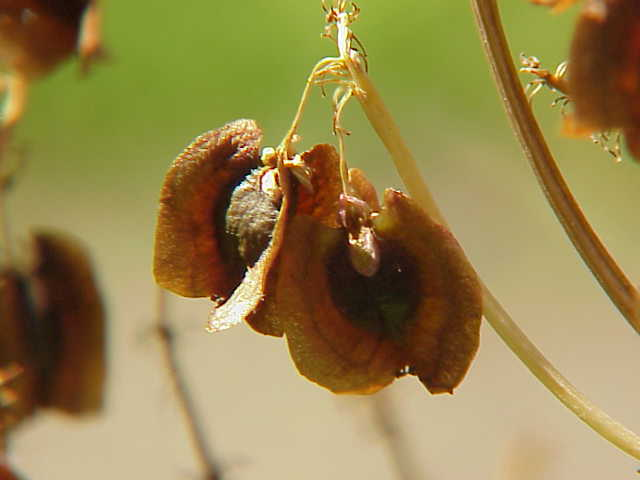